# 蓬萊長足葉蜂
蓬萊長足葉蜂（学名：Abeleses formosanus）为葉蜂科長足葉蜂屬下的一个种。其种加词“formosanus”意为“台湾的”。